# Baissey
Pour les articles ayant des titres homophones, voir Bessais-le-Fromental, Besset, Bessay, Bessé et Bessey.
Baissey est une commune française située dans le département de la Haute-Marne, en région Grand Est.

## Géographie

### Hydrographie
La commune est dans le bassin versant de la Saône au sein du bassin Rhône-Méditerranée-Corse. Elle est drainée par la Vingeanne et le ruisseau de Leuchey.
La Vingeanne, d'une longueur de 93 km, prend sa source dans la commune de Aprey et se jette  dans la Saône à Heuilley-sur-Saône, après avoir traversé 30 communes. 

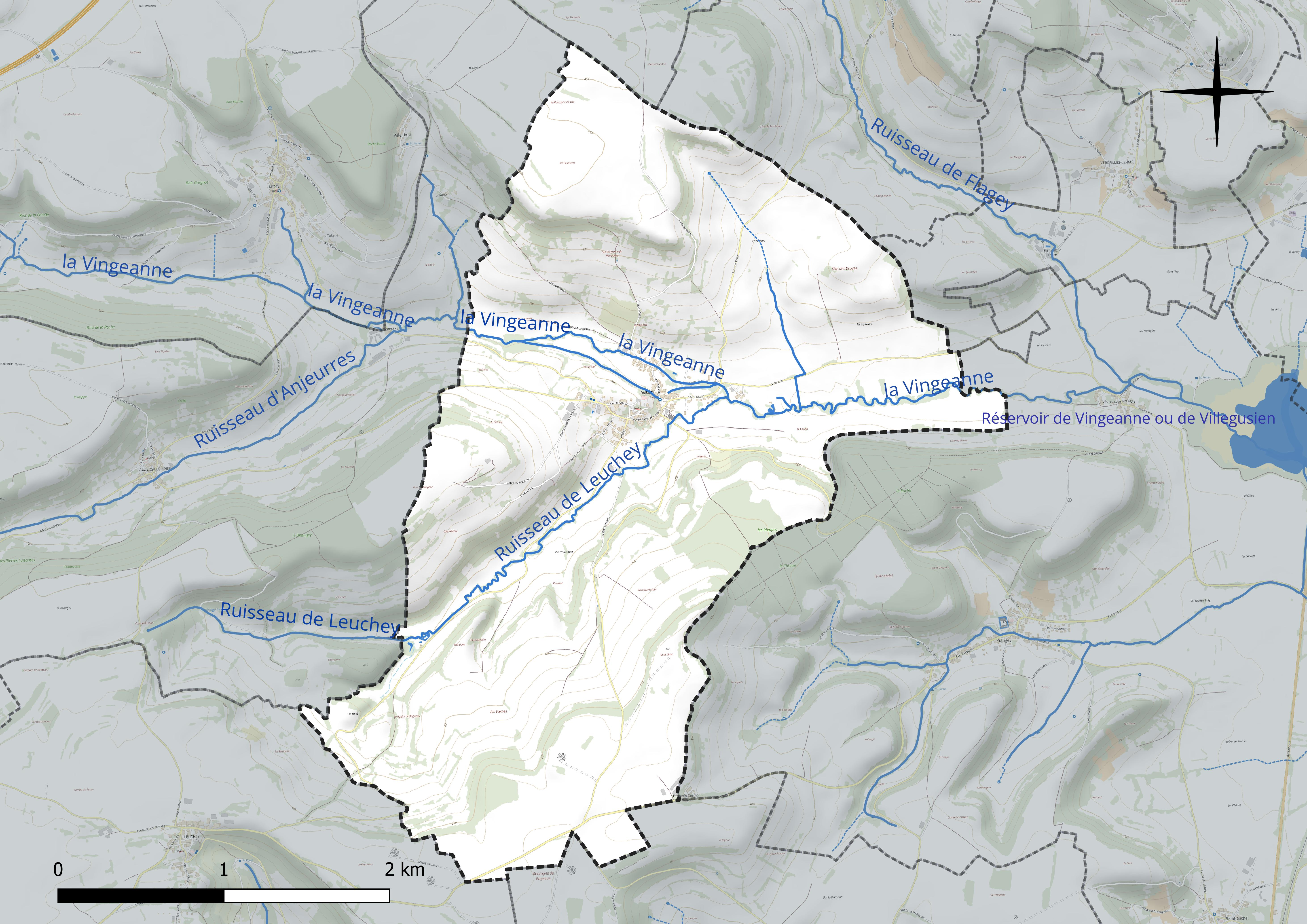
Réseau hydrographique de Baissey.

### Climat
Pour des articles plus généraux, voir Climat du Grand Est et Climat de la Haute-Marne.
En 2010, le climat de la commune est de type climat des marges montargnardes, selon une étude du Centre national de la recherche scientifique s'appuyant sur une série de données couvrant la période 1971-2000. En 2020, Météo-France publie une typologie des climats de la France métropolitaine dans laquelle la commune est exposée à un climat océanique altéré et est dans la région climatique  Lorraine, plateau de Langres, Morvan, caractérisée par un hiver rude (1,5 °C), des vents modérés et des brouillards fréquents en automne et hiver. 
Pour la période 1971-2000, la température annuelle moyenne est de 10 °C, avec une amplitude thermique annuelle de 16,8 °C. Le cumul annuel moyen de précipitations est de 962 mm, avec 12,7 jours de précipitations en janvier et 8,7 jours en juillet. Pour la période 1991-2020, la température moyenne annuelle observée sur la station météorologique de Météo-France la plus proche, « Langres », sur la commune de Langres à 13 km à vol d'oiseau, est de 10,2 °C et le cumul annuel moyen de précipitations est de 896,1 mm. 
La température maximale relevée sur cette station est de 38,8 °C, atteinte le 25 juillet 2019 ; la température minimale est de −21,2 °C, atteinte le 2 février 1956,,. 
Les paramètres climatiques de la commune ont été estimés pour le milieu du siècle (2041-2070) selon différents scénarios d'émission de gaz à effet de serre à partir des nouvelles projections climatiques de référence DRIAS-2020. Ils sont consultables sur un site dédié publié par Météo-France en novembre 2022.

## Urbanisme

### Typologie
Au 1er janvier 2024, Baissey est catégorisée commune rurale à habitat très dispersé, selon la nouvelle grille communale de densité à sept niveaux définie par l'Insee en 2022.
Elle est située hors unité urbaine. Par ailleurs la commune fait partie de l'aire d'attraction de Langres, dont elle est une commune de la couronne,. Cette aire, qui regroupe 77 communes, est catégorisée dans les aires de moins de 50 000 habitants,.

### Occupation des sols
L'occupation des sols de la commune, telle qu'elle ressort de la base de données européenne d’occupation biophysique des sols Corine Land Cover (CLC), est marquée par l'importance des territoires agricoles (80,8 % en 2018), une proportion sensiblement équivalente à celle de 1990 (81,3 %). La répartition détaillée en 2018 est la suivante : 
prairies (56,8 %), terres arables (19,9 %), forêts (15,9 %), zones agricoles hétérogènes (4,1 %), zones urbanisées (3,3 %). L'évolution de l’occupation des sols de la commune et de ses infrastructures peut être observée sur les différentes représentations cartographiques du territoire : la carte de Cassini (XVIIIe siècle), la carte d'état-major (1820-1866) et les cartes ou photos aériennes de l'IGN pour la période actuelle (1950 à aujourd'hui).

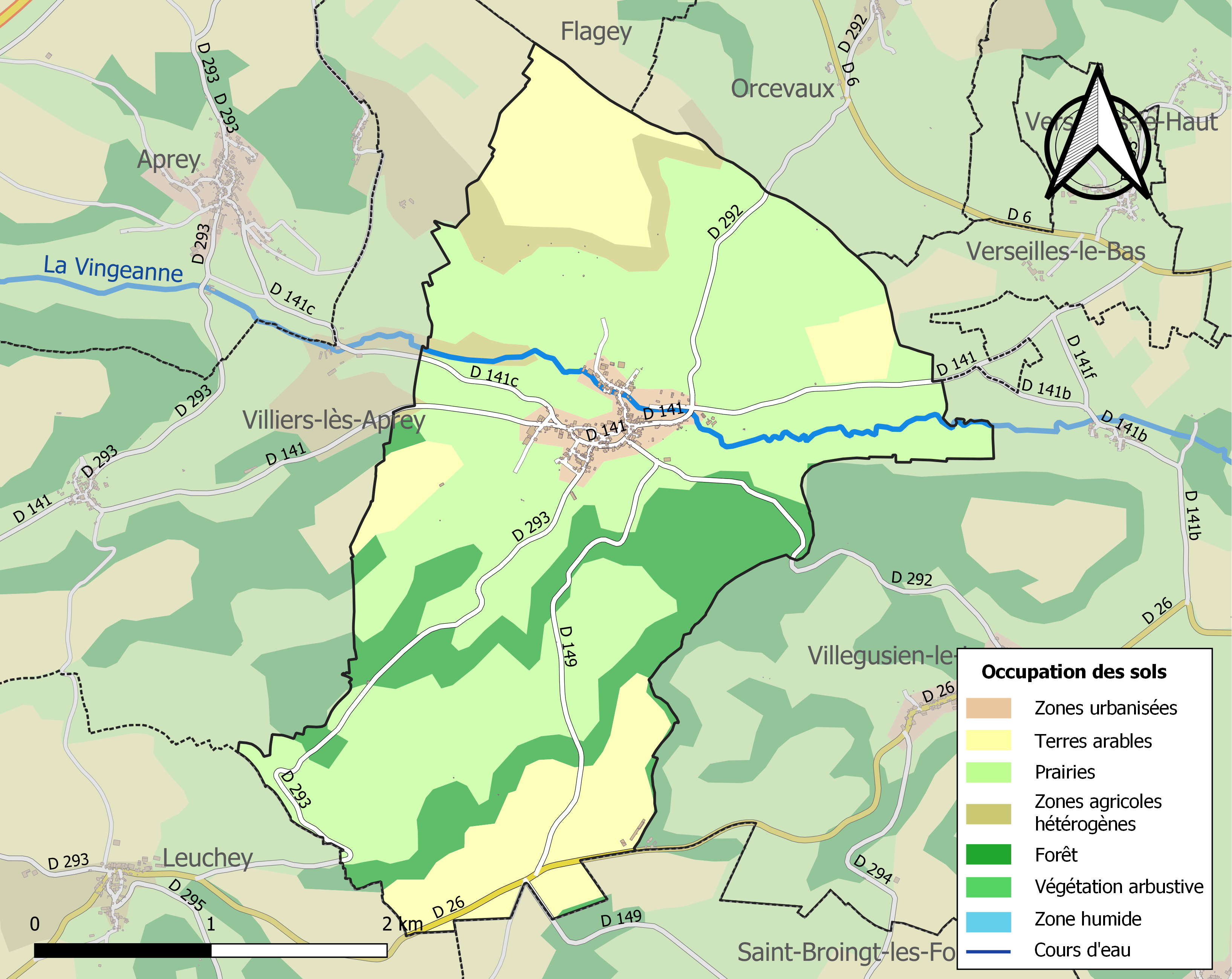
Carte des infrastructures et de l'occupation des sols de la commune en 2018 (CLC).

## Toponymie
Le nom de la localité est attesté sous les formes Basciaco villa (858-880) ; Basiacus (870) ; Bassé (1194) ; Bayssé (1220) ; Baissé (1225) ; Baissy (1235) ; Baisseyum (1302) ; Baissey (1348) ; Besseyum seu Bessei (1566) ; « Parochialis ecclesia S. Petri in Vinculis de Bessey » (1732).

## Histoire
|  |  |

La carte de Cassini ci-dessus montre qu'au XVIIIe siècle, Baissey est une paroisse située au confluent du ruisseau de Leuchey et de La Vingeanne. 

Le moulin représenté par une roue dentée sur La Vingeanne a cessé de fonctionner vers 1960. Il a été classé au titre des Monuments historiques le 20 mars 1996 ; il est devenu un musée de nos jours.

Le moulin  Le Foulon devait servir au foulage des draps.

À cette époque, le village était beaucoup plus peuplé qu'aujourd'hui 540 habitants contre 190 actuellement.

## Politique et administration
| Période                                  | Période   | Identité           | Étiquette | Qualité         |
| ---------------------------------------- | --------- | ------------------ | --------- | --------------- |
| mars 2001                                | mars 2008 | Léon Koehl         |           |                 |
| mars 2008                                | mars 2014 | Antonio Dos Santos |           |                 |
| 2014                                     | En cours  | Patrick Mielle     | DVD       | Cadre supérieur |
| Les données manquantes sont à compléter. |           |                    |           |                 |

## Population et société

### Démographie

#### Évolution démographique
L'évolution du nombre d'habitants est connue à travers les recensements de la population effectués dans la commune depuis 1793. Pour les communes de moins de 10 000 habitants, une enquête de recensement portant sur toute la population est réalisée tous les cinq ans, les populations de référence des années intermédiaires étant quant à elles estimées par interpolation ou extrapolation. Pour la commune, le premier recensement exhaustif entrant dans le cadre du nouveau dispositif a été réalisé en 2007.

En 2022, la commune comptait 172 habitants, en évolution de −10,88 % par rapport à 2016 (Haute-Marne : −4,62 %, France hors Mayotte : +2,11 %).
| 1793 | 1800 | 1806 | 1821 | 1831 | 1836 | 1841 | 1846 | 1851 |
| ---- | ---- | ---- | ---- | ---- | ---- | ---- | ---- | ---- |
| 543  | 500  | 496  | 516  | 571  | 580  | 629  | 627  | 618  |

| 1856 | 1861 | 1866 | 1872 | 1876 | 1881 | 1886 | 1891 | 1896 |
| ---- | ---- | ---- | ---- | ---- | ---- | ---- | ---- | ---- |
| 599  | 606  | 595  | 540  | 526  | 504  | 462  | 459  | 470  |

| 1901 | 1906 | 1911 | 1921 | 1926 | 1931 | 1936 | 1946 | 1954 |
| ---- | ---- | ---- | ---- | ---- | ---- | ---- | ---- | ---- |
| 402  | 375  | 351  | 278  | 258  | 244  | 245  | 231  | 242  |

| 1962 | 1968 | 1975 | 1982 | 1990 | 1999 | 2006 | 2007 | 2012 |
| ---- | ---- | ---- | ---- | ---- | ---- | ---- | ---- | ---- |
| 237  | 212  | 278  | 275  | 227  | 200  | 204  | 204  | 199  |

| 2017 | 2022 | - | - | - | - | - | - | - |
| ---- | ---- | - | - | - | - | - | - | - |
| 193  | 172  | - | - | - | - | - | - | - |

## Héraldique
| Armes de Baissey | Les armes de Baissey se blasonnent ainsi : D'azur aux trois quintefeuilles d'argent. |

## Lieux et monuments

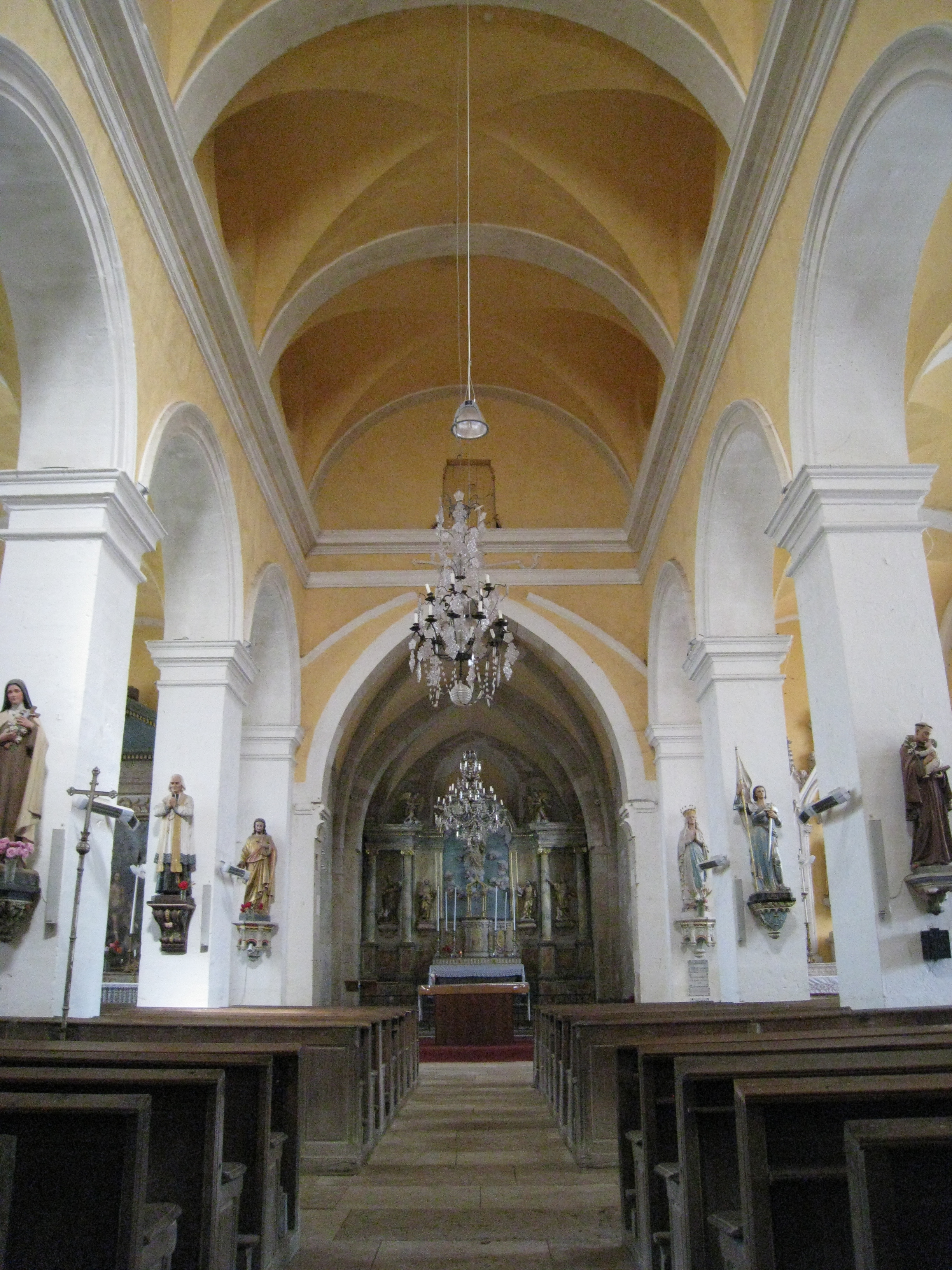
L'intérieur de l'église.

- L'église Saint-Pierre-ès-Liens du XIIIe et XVIIIe siècles, inscrite au titre des Monuments historiques le 30 janvier 1996[21].
- La croix du XVe siècle, inscrite au titre des Monuments historiques le 10 octobre 1927[22].
- La maison renaissance du XVIe siècle, inscrite au titre des Monuments historiques le 7 septembre 1977[23].
- Le moulin à eau du XIXe siècle situé sur la Vingeanne, inscrit au titre des Monuments historiques le 20 mars 1996[15].

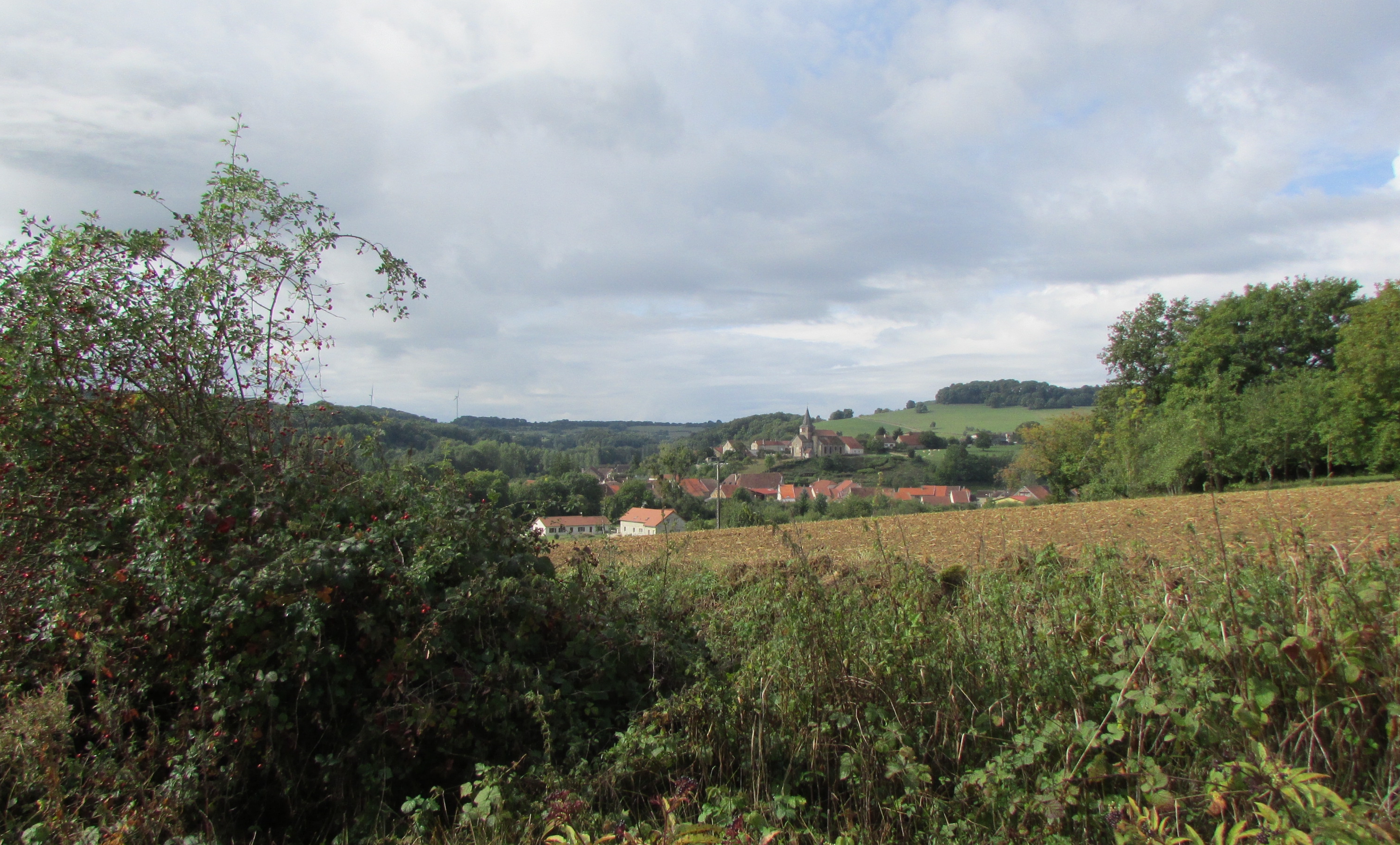
Vue générale.
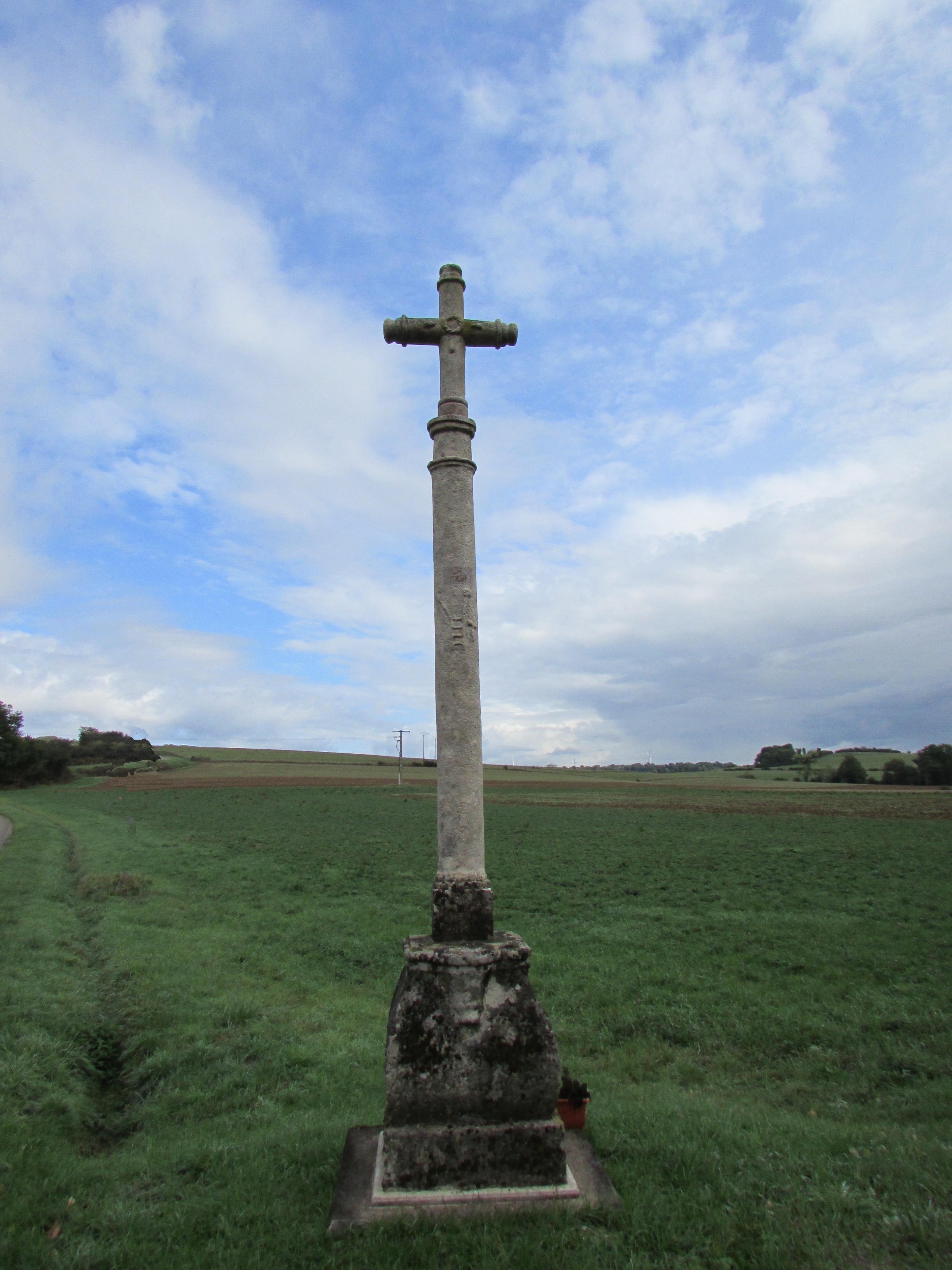
Calvaire sculpté.
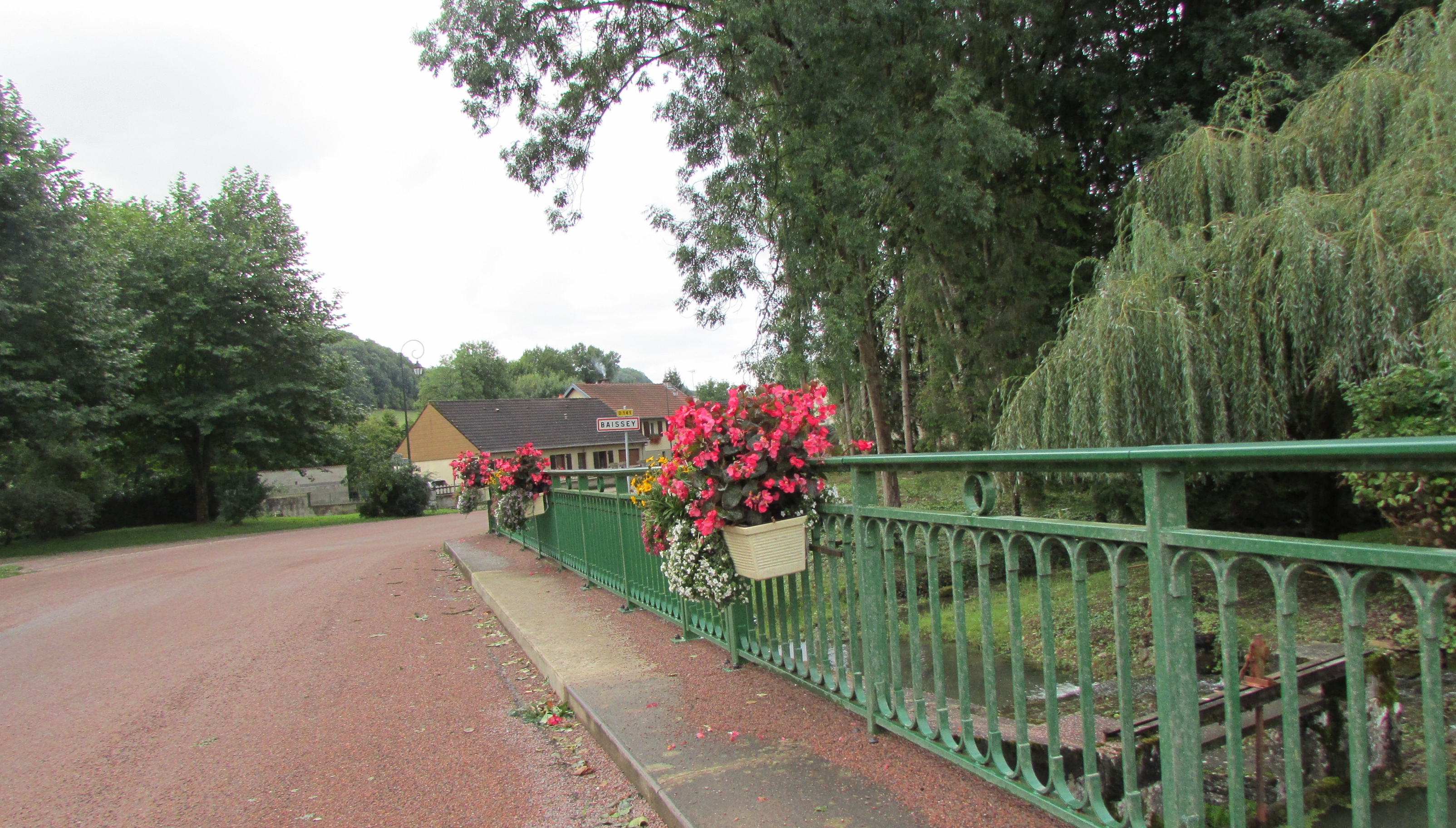
Entrée du village.
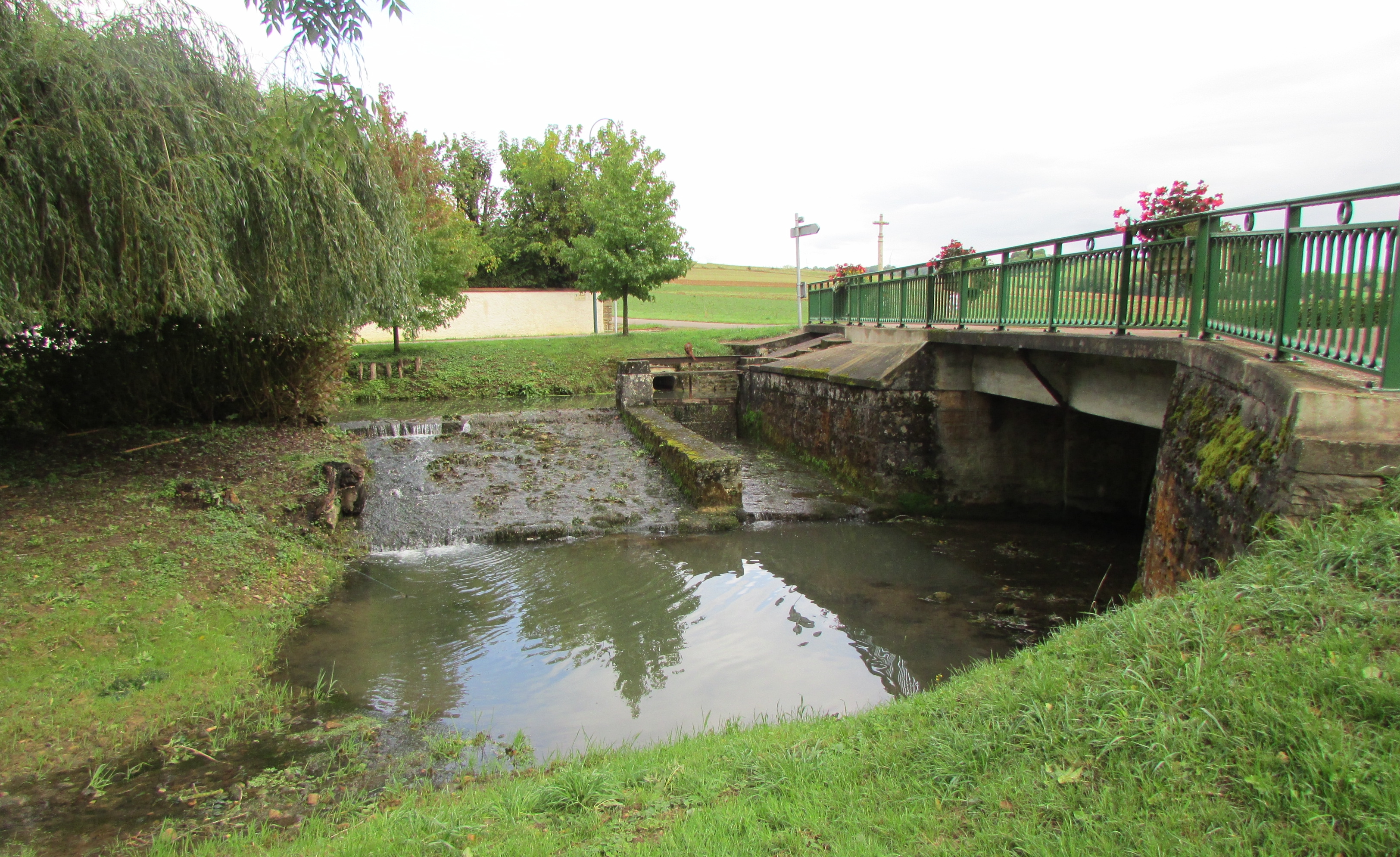
Le pont sur le Foulon et les vestiges d'un moulin.
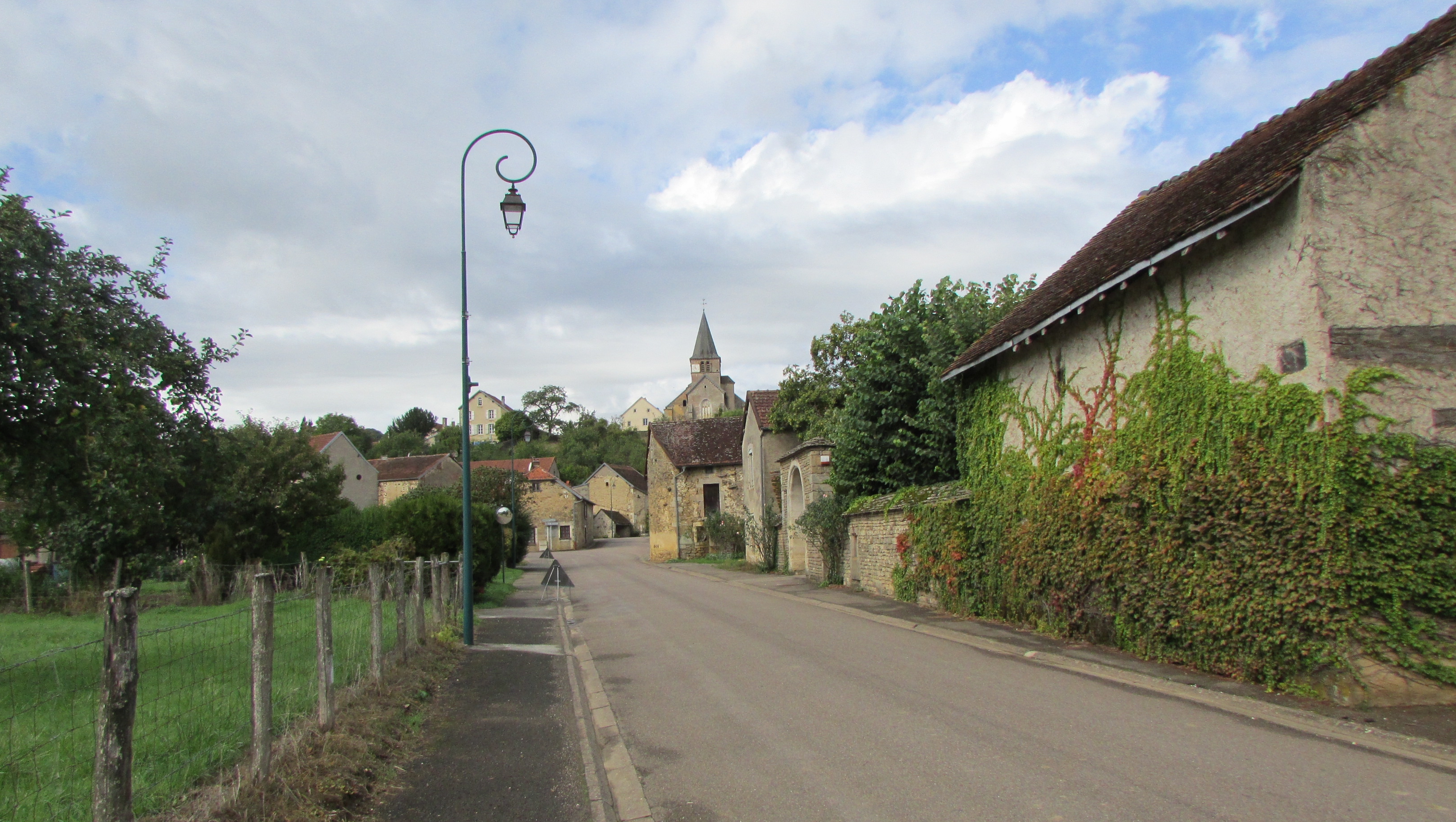
La rue Preslot.

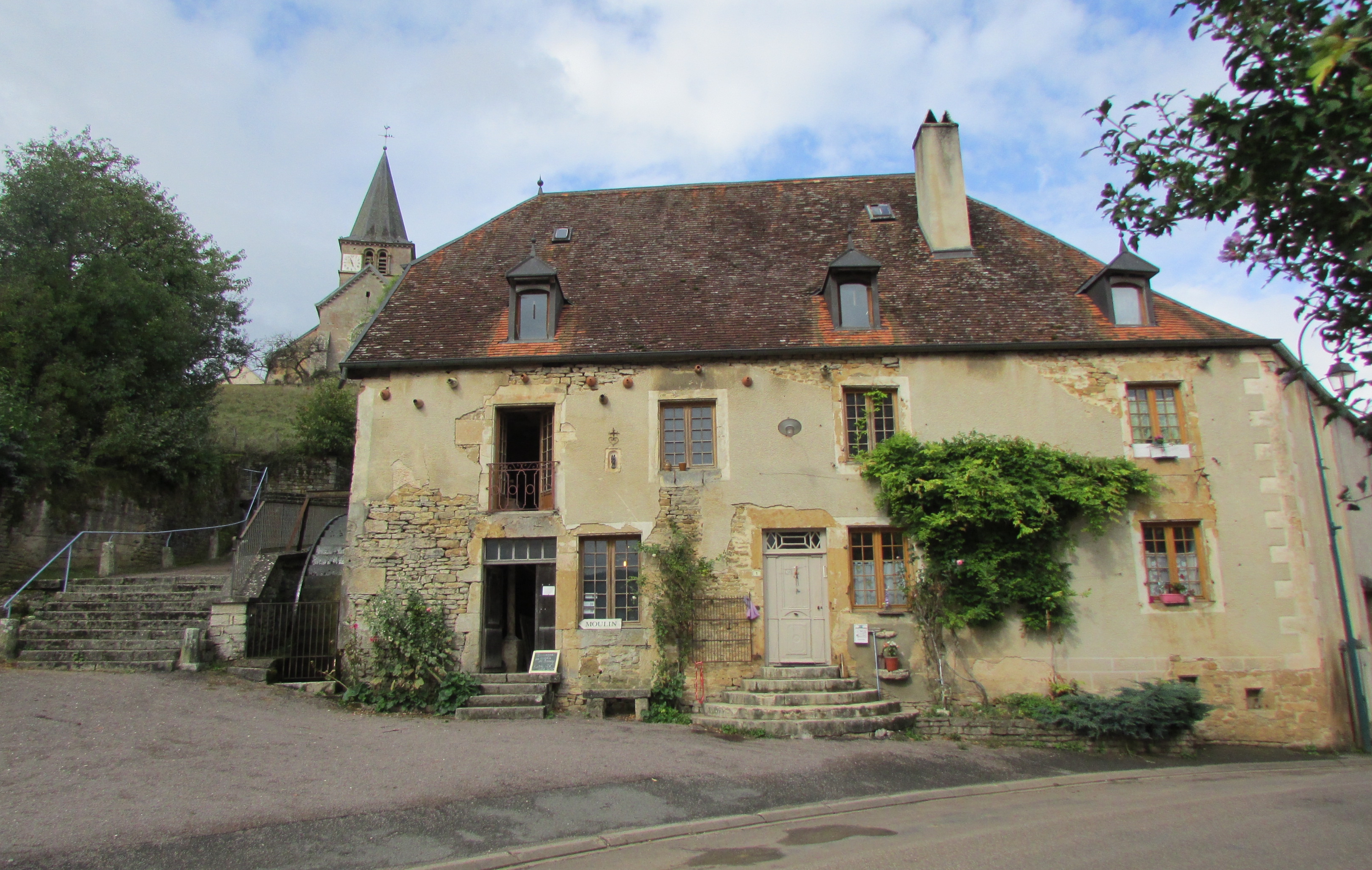
Le moulin.
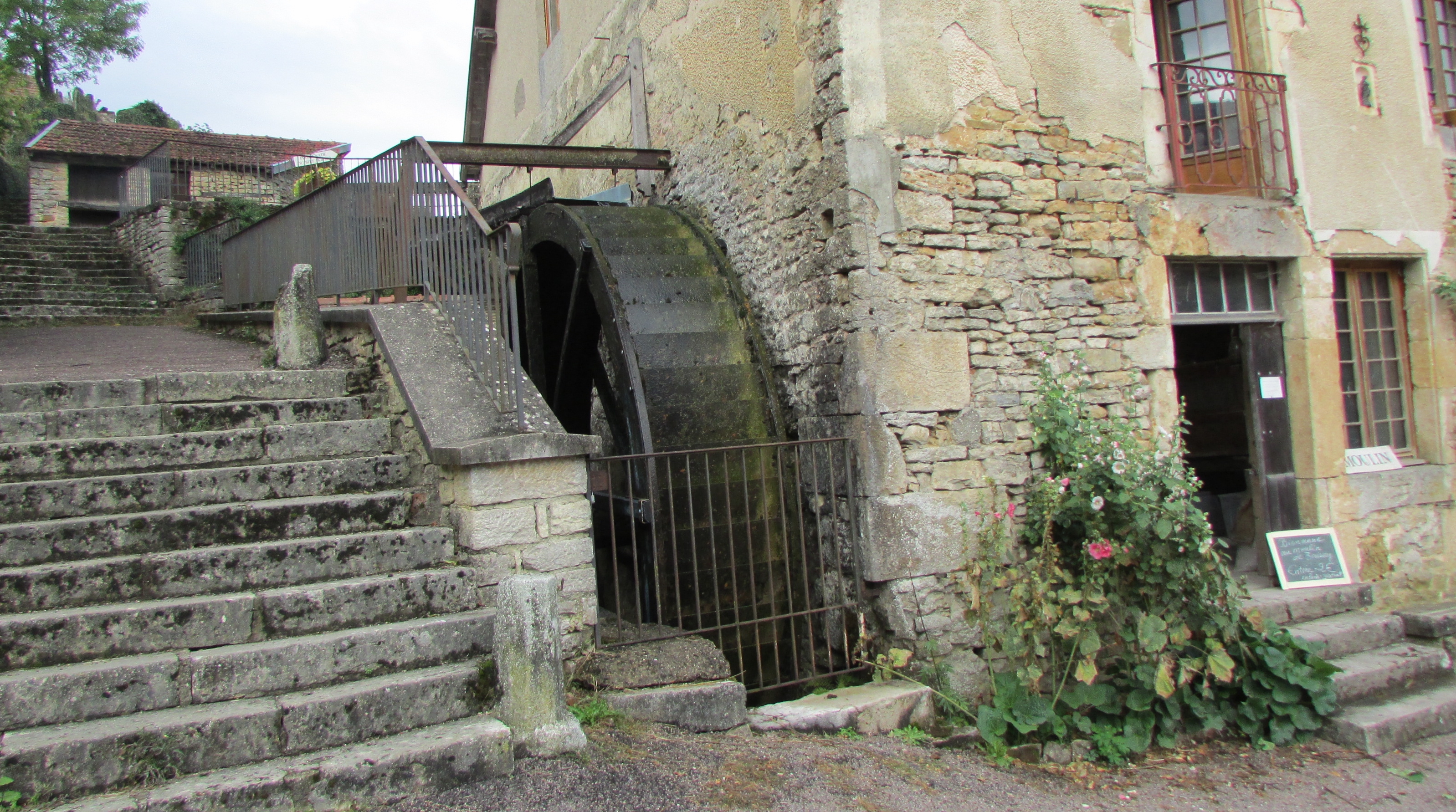
La roue à aubes du moulin.
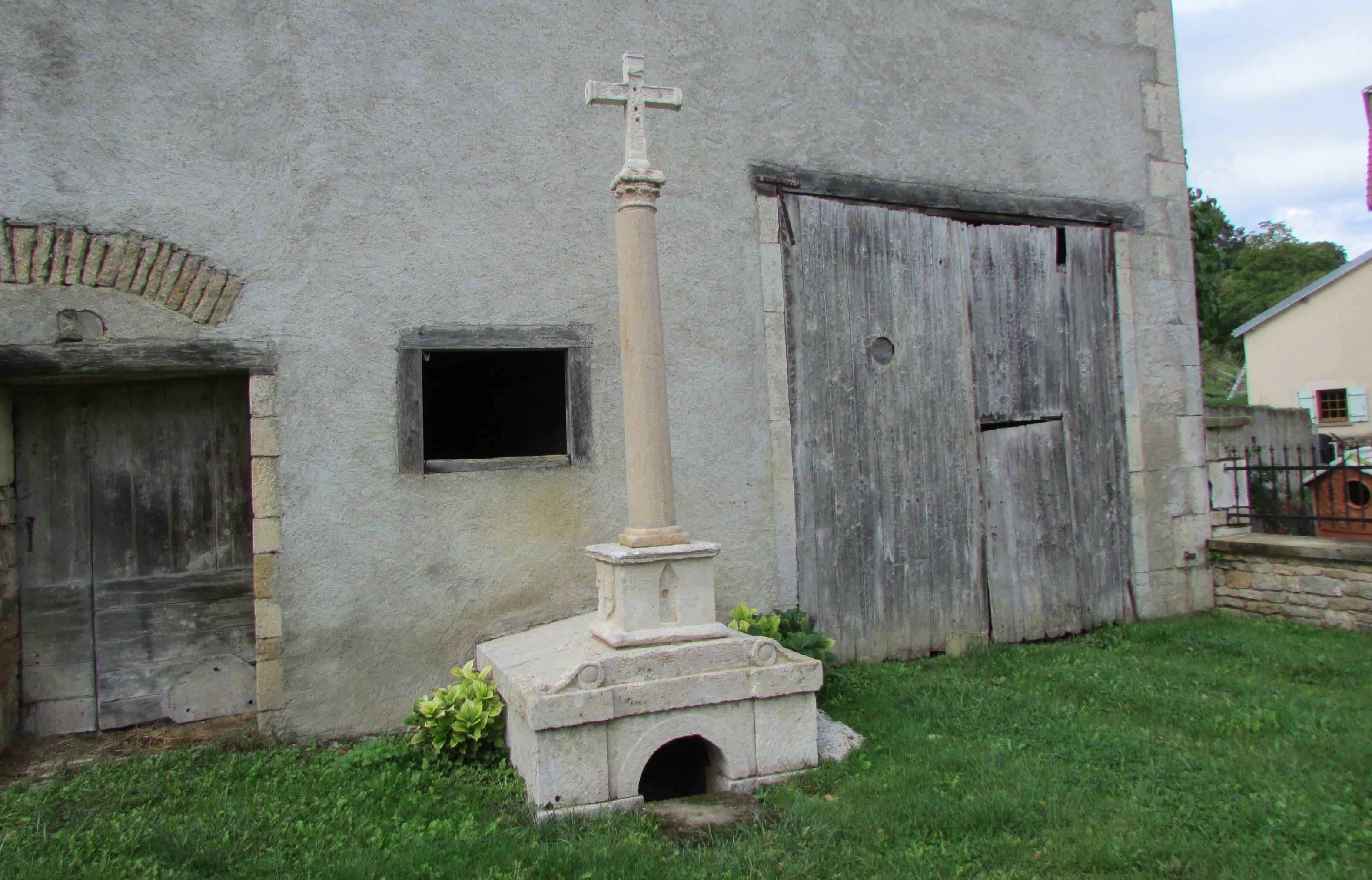
La croix du XVè siècle.
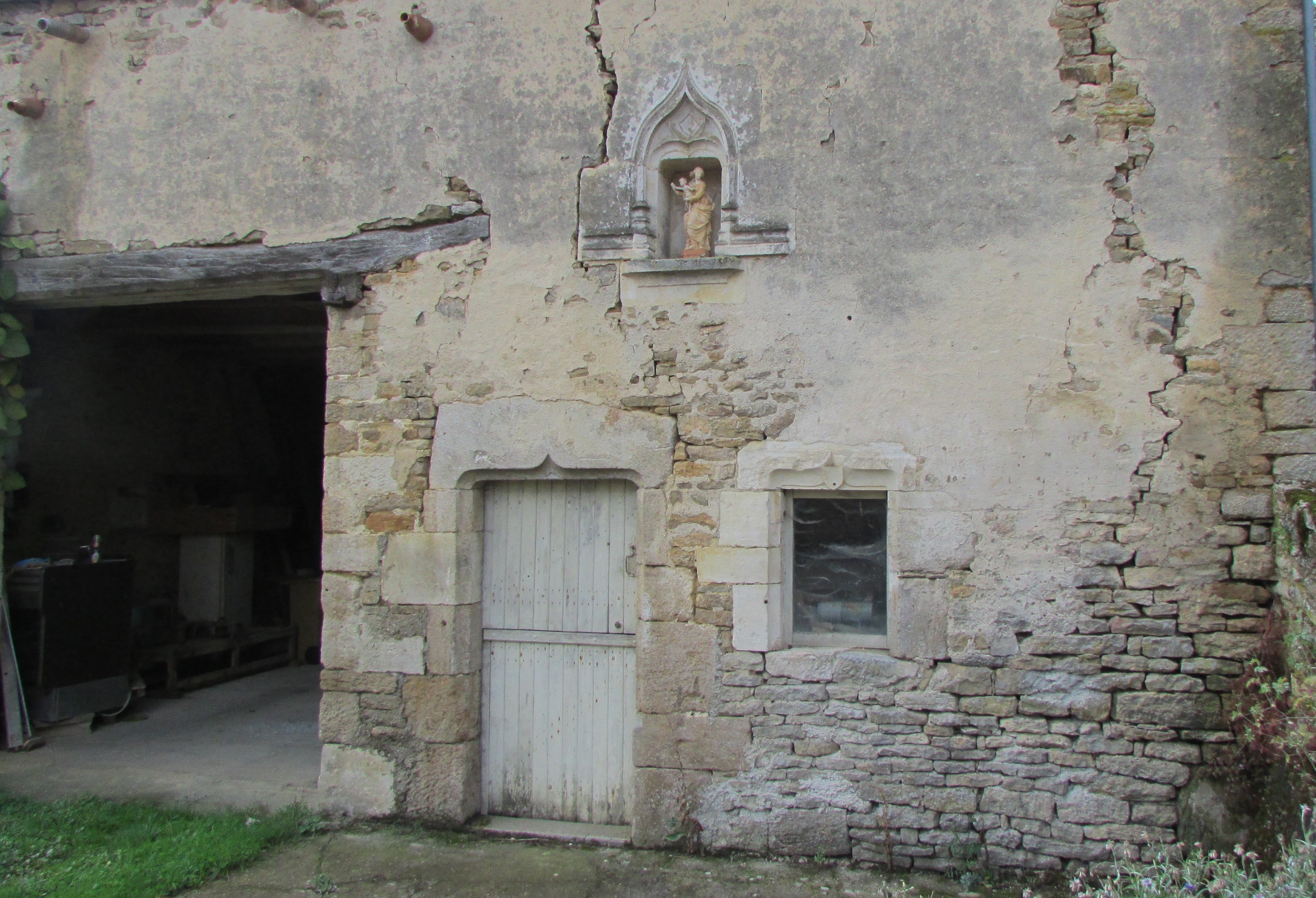
Vieille maison.
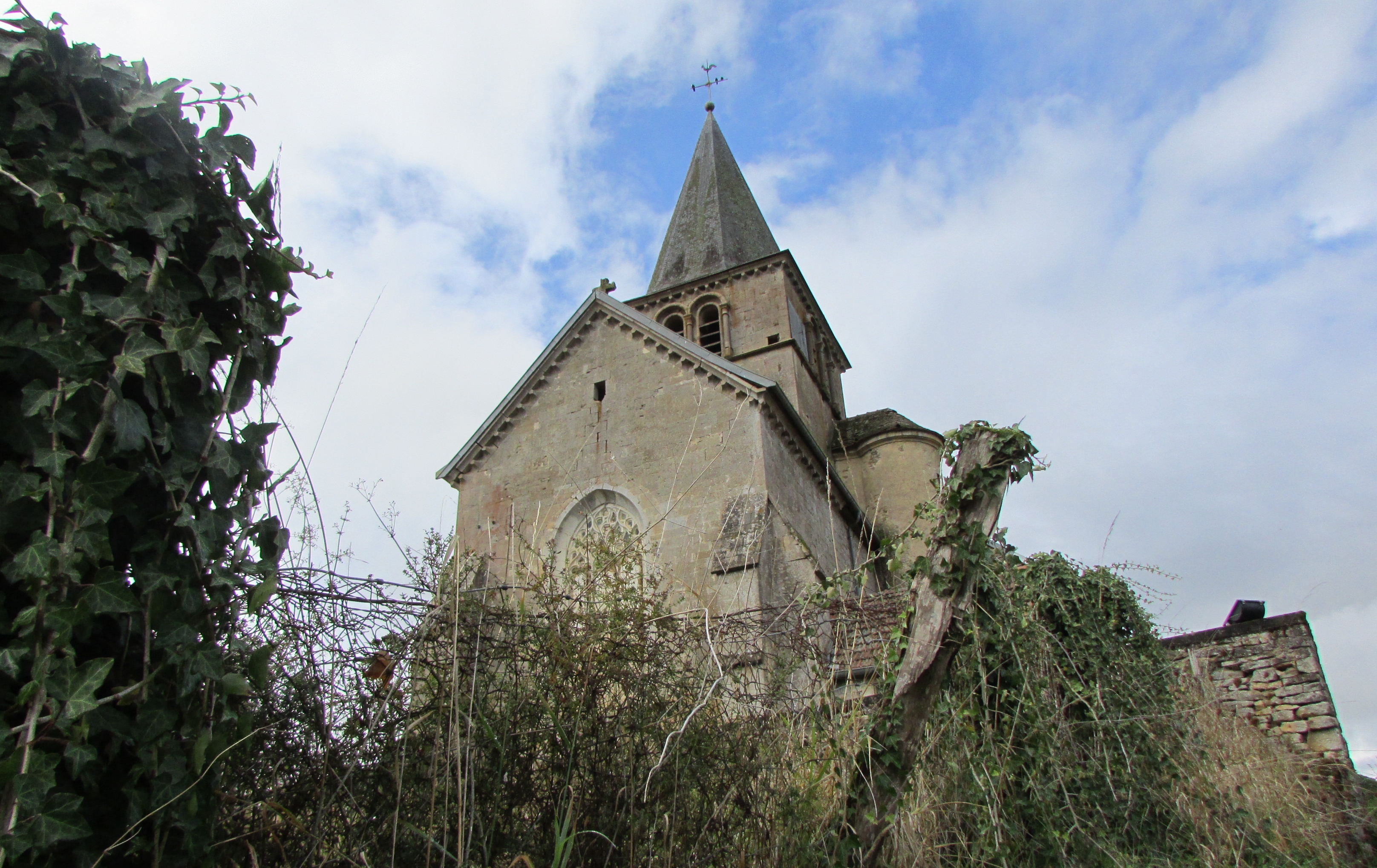
L'église Saint-Pierre-ès-Liens.

## Personnalités liées à la commune
- Marcellin Jobard (Jean-Baptiste-Ambroise-Marcellin), né à Baissey le 17 mai 1792, mort à Bruxelles le 27 octobre 1861, lithographe, photographe, inventeur, philosophe, littérateur.
- Joseph-Ambroise Jobard (1802-1835), frère de Marcellin, lithographe d'abord associé de son frère à Bruxelles, puis fondateur d'une imprimerie lithographique à Dijon.